# ナタリー・レメンス
ナタリー・レメンス（Nathalie Lemmens、女性、1995年3月12日 - ）は、ベルギーの女子バレーボール選手。ポジションはミドルブロッカー。ベルギー代表。

## 来歴
- クラブチーム

2013年、Asterix AVO Beverenへ入団。2013/14～2017/18シーズンにかけて在籍した5年間の国内リーグ5連覇を果たし、ベルギースーパーカップで3回の優勝を経験した。2014/15、2016/17シーズンの国内リーグではベストミドルブロッカー賞を受賞した。2018/19シーズンはドイツブンデスリーガのVC Wiesbadenでプレーした。2020/21シーズンはフランスリーグのLevallois Paris Saint-Cloudでプレーした。2021/22シーズンはハンガリーのKNRCへ移籍し、エクストラリーグで4位となった。2022/23シーズンはルーマニアリーグのDinamo Bucureștiでプレーした。2023/24シーズンはドイツブンデスリーガのドレスナーSCと契約した。
- 代表チーム

アンダーカテゴリーの代表を経て、2015年にシニア代表に初選出される。2018～2022年にかけてのネーションズリーグに出場した。2022年、オランダで開催された世界選手権では9位となった。2023年の欧州選手権とパリ五輪予選に出場した。

## 球歴
- 世界選手権 - 2022年
- 欧州選手権 - 2017年、2019年、2021年、2023年
- ネーションズリーグ - 2018年、2019年、2021年、2022年
- オリンピック予選 - 2019年、2023年

## 受賞歴
- 2015年　ベルギーLigaA ベストミドルブロッカー賞
- 2017年　ベルギーLigaA ベストミドルブロッカー賞

## 所属クラブ
- Asterix AVO Beveren（2013-2018年）
- VC Wiesbaden（2018-2020年）
- Levallois Paris Saint-Cloud（2020-2021年）
- KNRC（2021-2022年）
- Dinamo București（2022-2023年）
- ドレスナーSC（2023-）